# Fritillaria baskilensis
Fritillaria baskilensis är en liljeväxtart som beskrevs av Behcet. Fritillaria baskilensis ingår i Klockliljesläktet och i familjen liljeväxter. Inga underarter finns listade.